# Ansitz Galnstein

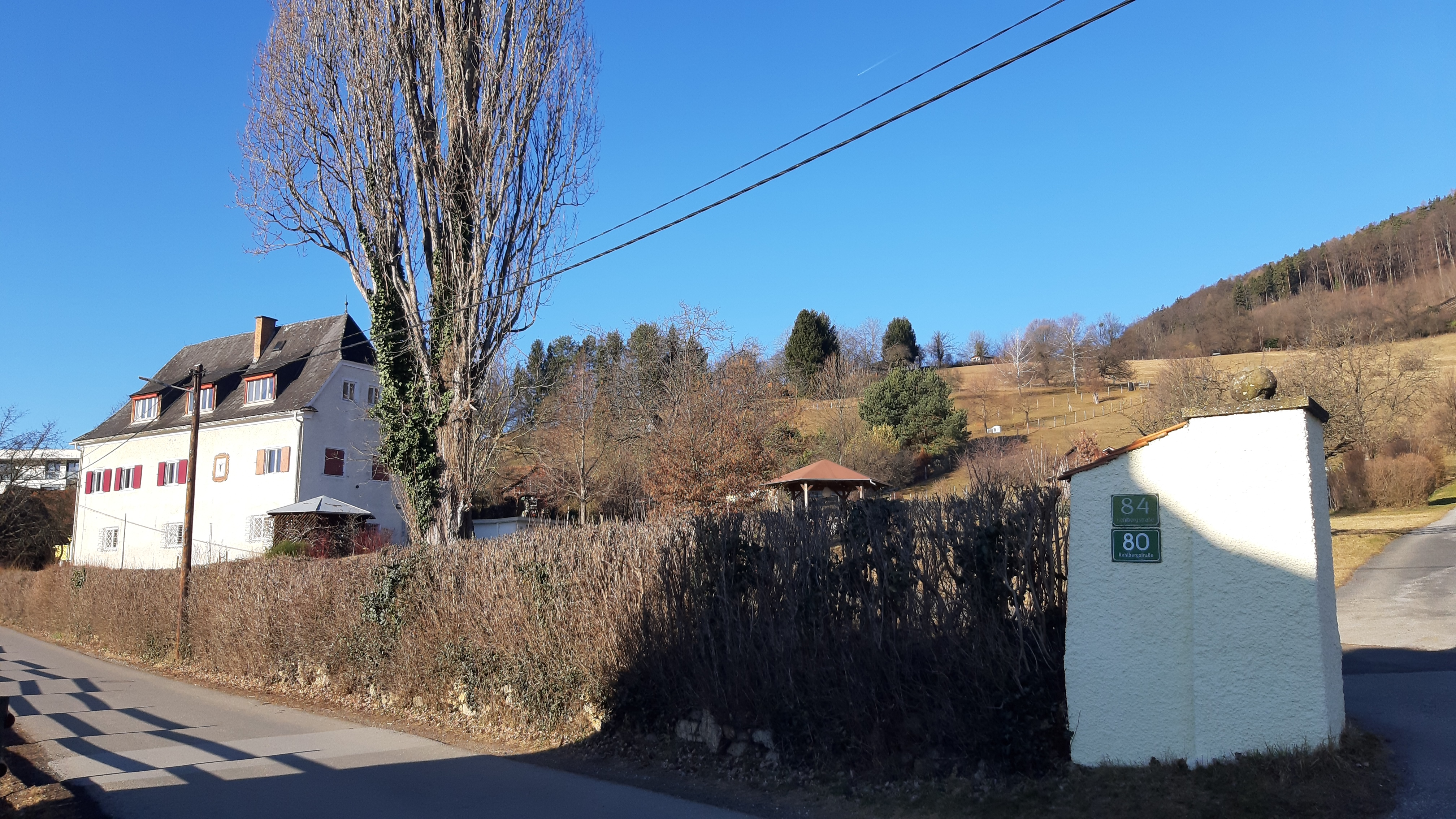
Der Ansitz Galnstein 2020

Der ehemalige Ansitz Galnstein, auch Ansitz zu Kehlberg genannt, ist ein Grazer Herrenhaus, das in der Nähe des Schlosses St. Martin in der Kehlbergstraße 84 steht. Seine Geschichte geht bis auf das Jahr 1665 zurück.

## Geschichte
Die Meierschaft, auf der das Herrenhaus errichtet wurde, gehörte einst wohl zum Schloss St. Martin und war am Ende des 16. Jahrhunderts im Besitz der Breuner. Da die Breuner jahrelang Pächter von St. Martin waren, gelang es ihnen, das Anwesen zu erwerben. Um 1635 gehörte das Anwesen mit Hof einem Schreiner, der es an Abraham von Hoffmann verkaufte. Dieser verkaufte es 1662 an Hermann Christoph von Galnstein, der 1665 den Ansitz neben dem bereits bestehenden Bauernhaus errichtete. Bis 1768 war das Anwesen im Besitz seiner Familie. Im Jahr 1768 wurde das Herrenhaus zuerst an Franz Bernhard Gordon versetzt und später verkauft. Ab 1826 hatte das Gut wechselnde Besitzer. Zwischen 1962 und 1963 wurde das Gebäude um- und ausgebaut, wobei auch die ursprüngliche Innenausstattung großteils entfernt wurde. Heute befindet sich der ehemalige Ansitz in Privatbesitz.

## Beschreibung
Das Herrenhaus hat einen hakenförmigen Grundriss und glatte Fassaden. Es hat ein steinernes Rundbogentor mit dem Wappen derer von Galnstein und der Inschrift „H.C.V.G. 1665“. Weiters hat das Tor mit reliefierten Ranken versehene Zwickeln. Im Obergeschoß des Gebäudes findet man eine profilierte Holzbalkendecke. Weiters befindet sich ein Prunkbett mit einer gemalten Darstellung der Venus, die den Tod des Adonis beklagt, im Gebäude. Auf den Bett befindet sich weiters ein aus dem dritten Viertel des 17. Jahrhunderts stammendes Wappen der Galnstein sowie ein aus dem dritten Viertel des 18. Jahrhunderts stammender Wappenaufsatz.